# Фальк. Спогад
«Фальк. Спогад» (англ. Falk : A Reminiscence) — повість британського письменника Джозефа Конрада 1903 року.
Український переклад вийшов 2018 року у видавництві «Астролябія»

## Історія створення
Конрад почав писати «Фалька» два тижні після завершення роботи над повістю «Тайфун». Отримавши відмови від літературних журналів на публікацію твору частинами, Конрад включив повість до збірки «Тайфун та інші оповідання», яка побачила світ 1903 року.
У повісті зустрічаються автобіографічні елементи. 1888 року Конрад залишає свою посаду на судні «Відар» і на «Меліті» вирушає у Бангкок, де обіймає командування над судном «Отаґо», якому вийти з річки Менам допомагає буксир.

## Сюжет
Історію про Фалька розповідає молодий капітан, який обіймає командування над кораблем і мусить налагодити усі проблеми, які отримує від свого попередника. Водночас він часто навідується на інше судно, «Діану», на борту якого крім капітана Германа знаходиться також його дружина, четверо дітей і його племінниця, яка привертає увагу Фалька, власника єдиного буксира у порті. Оповідач розповідає історію про те, як Фальку вдається взяти собі за дружину племінницю капітана.